# Melittia nigra
Melittia nigra is een vlinder uit de familie wespvlinders (Sesiidae), onderfamilie Sesiinae.
Melittia nigra is voor het eerst wetenschappelijk beschreven door Le Cerf in 1917. De soort komt voor in het Neotropisch gebied.